# Piero Bellotti
Pietro "Piero" Bellotti (Torino, 1º agosto 1942 – Orbassano, 10 febbraio 2022) è stato un lottatore italiano.

## Biografia
Nato a Torino nel 1942, gareggiava nella lotta greco-romana, nella categoria di peso dei pesi leggeri (70 kg), tesserato per la FIAT Torino.
Nel 1967 vinse la medaglia di bronzo nei 70 kg ai Giochi del Mediterraneo di Tunisi, chiudendo dietro allo jugoslavo Stevan Horvat e al greco Petros Galaktopoulos.
A 26 anni partecipò ai Giochi olimpici di Città del Messico 1968, nei pesi leggeri, perdendo per squalifica il primo turno contro il giapponese Muneji Munemura, poi oro, e vincendo poi secondo e terzo ai punti, rispettivamente con il francese Guy Marchand e il sudcoreano Seo Hun-gyo.
Partecipante a quattro edizioni degli Europei dal 1966 al 1969, chiuse sesto nei 68 kg nell'ultima occasione, a Modena 1969.
Morì nel 2022, a 79 anni.

## Palmarès

### Giochi del Mediterraneo
- 1 medaglia:
  - 1 bronzo (Greco-romana 70 kg a Tunisi 1967)